# Polypodium castaneum
Polypodium castaneum är en stensöteväxtart som beskrevs av William Ralph Maxon och Tejero. Polypodium castaneum ingår i släktet Polypodium och familjen Polypodiaceae. Inga underarter finns listade.